# دیوید لین
سر دیوید لین (به انگلیسی: Sir David Lean) (زاده ۲۵ مارس ۱۹۰۸ – درگذشته ۱۶ آوریل ۱۹۹۱) کارگردان، تهیه‌کننده، فیلم‌نامه‌نویس و تدوینگر برجسته فیلم اهل انگلستان بود.

## زندگی
متولد ۲۵ مارس ۱۹۰۸ در کرویدون، ساری بود. از ۱۹ سالگی کارش را در کارگاه‌های فیلمبرداری آغاز می‌کند. بعد از یک سال در ۱۹۲۸ با سمت دستیار فیلمبردار در «کمپانی گومون» استخدام می‌شود. چندی نیز به عنوان دستیار اتاق تدوین فعالیت می‌نماید تا اینکه در اواخر ۱۹۲۸ به مقام دستیار کارگردانی می‌رسد. بعد از دو سال یعنی از ۱۹۳۰ به تدوین فیلم می‌پردازد. بالاخره اولین فیلمش را در ۱۹۴۲ با همکاری نوئل کاوارد کارگردانی می‌کند. البته این همکاری و اقتباس از نوشته‌های کاوارد در سه فیلم بعدی دیوید لین تکرار می‌شود. دیوید لین دو بار برنده جایزه اسکار می‌گردد. بار اول بخاطر فیلم پل رودخانه کوای (۱۹۵۷) و بار دوم بخاطر فیلم لورنس عربستان (۱۹۶۲) سه فیلم آخر او نوشته رابرت بولت می‌باشد. سه فیلم از آثار دیوید لین در میان صد فیلم پرفروش تاریخ سینمای بریتانیا قرار دارند.
اما بدون تردید فیلمی که دیوید لین و سبک فیلمسازی‌اش را به جهانیان نمایاند فیلم (پل رودخانه کوای) در سال ۱۹۵۷ بود. نمونهٔ یک فیلم اکشن کلاسیک. بدون اغراق در نشان دادن خشونت‌ها. با هنرنمایی الک گینس، جک هاوکینز و آندره مورل. داستان اسارت سربازان انگلیسی به دست ژاپنی‌ها و مقاومت حماسه‌ای افسران آن‌ها در برابر زورگویی‌های افسران ژاپنی. این فیلم هفت جایزهٔ اسکار از جمله بهترین کارگردانی برای دیوید لین را از آن خود کرد و در رقابتی سخت با فیلم ۱۲ مرد خشمگین ساختهٔ سیدنی لومت اسکار بهترین فیلم را برد.
پنج سال سکوت دیوید لین سرانجام در سال ۱۹۶۲ با بهترین فیلم حماسی سینما یعنی (لورنس عربستان) شکسته شد. دیوید لین در این فیلم از بازیگران با تجربهٔ پل رودخانهٔ کوای بهره برد. از آنجایی که سبک این فیلم با دیگر فیلم‌های حماسی نظیر بن هور ساختهٔ ویلیام وایلر تفاوت داشت لین تصمیم گرفت نقش اول فیلم را به یک بازیگر گمنام تئاتر یعنی پیتر اوتول بسپارد. جامپ کات معروف فیلم در اواسط آن، فیلمبرداری فوق‌العادهٔ فردی یانگ و بازی‌های خوب آنتونی کویین، جک هاوکینز و البته پیتر اوتول که هنوز هم او را با نقش «کلنل توماس لورنس» می‌شناسند و موسیقی حماسی فیلم ساختهٔ موریس ژار فرانسوی از نکات برجستهٔ فیلم بود. این فیلم هم هفت جایزهٔ اسکار از جمله بهترین کارگردانی را نصیب خود کرد. صحنهٔ تفکر لورنس در بیابان و صحنه‌ای که دوربین سعی می‌کند سواری را به صورت یک لکهٔ سیاه نشان دهد، بعدها الهام بخش کارگردانان حماسه ساز به‌خصوص فیلم‌های حماسی بیابانی شد. دیوید لین پس از لارنس عربستان از بیم کلیشه‌ای شدن از فیلم‌های اکشن فاصله گرفت.

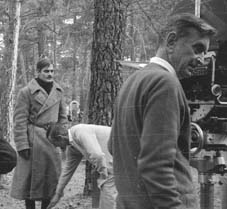
لین نفر سمت راست هنگام تهیه فیلم دکتر ژیواگو

در سال ۱۹۶۵ تصمیم گرفت فیلم عاشقانهٔ (دکتر ژیواگو) را بسازد. این فیلم به زندگی یک پزشک روسی در اوایل انقلاب اکتبر روسیه می‌پرداخت. موسیقی روان این فیلم ساختهٔ موریس ژار و بازی بی نظیر جولی کریستی از نکات برجستهٔ فیلم بود.
دیگر اثر به یادماندنی دیوید لین فیلم (گذرگاهی به هند) بود که کارنامهٔ هنری او را تکمیل کرد.

## زندگی شخصی
دیوید لین پنج مرتبه ازدواج کرد:
- ایزابل لین[۳] (۳۶–۱۹۳۰) طلاق
- کی والش[۴](۴۹–۱۹۴۰) طلاق
- آن تاد[۵]" (۵۷–۱۹۴۹) طلاق
- لیلا ماتکار[۶] (۱۹۶۰–۷۸؛ طلاق) اهل هندوستان
- ساندرا هاتز[۷](۱۹۸۱–۸۴؛ طلاق)
- ساندرا کوک[۸] (۱۹۹۰–۹۱؛ مرگش)

## فیلم‌شناسی

### در مقام کارگردان و نویسنده
| سال  | نام فیلم                         | کارگردان | نویسنده         | جوایز |
| ---- | -------------------------------- | -------- | --------------- | --- |
| ۱۹۴۲ | جایی که خدمت می‌کنیم              | آری      |                 | |
| ۱۹۴۴ | این نسل خوشبخت                   | آری      | اقتباسی         | |
| ۱۹۴۵ | روح خوشدل                        | آری      | اقتباس از نمایش | برنده جایزه هوگو |
| ۱۹۴۵ | برخورد کوتاه                     | آری      | -               | نامزد جایزه اسکار در رشته‌های بهترین فیلم‌نامه اقتباسی و بهترین کارگردانی |
| ۱۹۴۶ | آرزوهای بزرگ                     | آری      | اقتباس از نمایش | نامزد جایزه اسکار در رشته‌های بهترین فیلم‌نامه اقتباسی و بهترین کارگردانی |
| ۱۹۴۸ | الیور توئیست (در ایران: یتیم)    | آری      | نمایشنامه       | برنده جایزه شیر طلایی نامزد جایزه بفتا بهترین فیلم |
| ۱۹۴۹ | دوستان پرشور                     | آری      | اقتباسی         | |
| ۱۹۵۰ | مادلین                           | آری      |                 | |
| ۱۹۵۲ | شکستن دیوار صوتی                 | آری      |                 | برنده جایزه بفتا بهترین فیلم |
| ۱۹۵۴ | انتخاب اضطراری (انتخاب هابسن)    | آری      | فیلمنامه        | برنده خرس طلایی برنده جایزه بفتا بهترین فیلم نامزد جایزه بفتا در رشته‌های بهترین نمایشنامه بریتانیایی و بهترین فیلم |
| ۱۹۵۵ | فصل تابستان (تعطیلات در ونیز)    | آری      | فیلمنامه        | |
| ۱۹۵۷ | پل رودخانه کوای                  | آری      |                 | برنده جایزه اسکار در رشته‌های بهترین فیلم و بهترین کارگردانی برنده جایزه بفتای بهترین فیلم برنده جایزه گلدن گلوب در رشته‌های بهترین فیلم و بهترین کارگردانی |
| ۱۹۶۲ | لورنس عربستان                    | آری      |                 | برنده جایزه اسکار در رشته‌های بهترین فیلم و بهترین کارگردانی برنده جایزه گلدن گلوب در رشته‌های بهترین فیلم درام و بهترین کارگردانی |
| ۱۹۶۵ | دکتر ژیواگو                      | آری      |                 | نامزد جایزه اسکار در رشته‌های بهترین فیلم و بهترین کارگردانی نامزد جایزه بفتا بهترین فیلمبرنده جایزه گلدن گلوب در رشته‌های بهترین فیلم درام و بهترین کارگردانی نامزد نخل طلاییبرنده جایزه دیوید دی دوناتلو بهترین فیلم خارجی زبان                                                                 |
| ۱۹۷۰ | دختر رایان                       | آری      |                 | نامزد جایزه بفتا در رشته‌های بهترین کارگردانی و بهترین فیلم |
| ۱۹۷۹ | گمشده و پیداشده: داستان لنگر کوک | آری      | آری             | |
| ۱۹۸۴ | گذرگاهی به هند                   | آری      | فیلمنامه        | نامزد جایزه اسکار در رشته‌های بهترین کارگردانی، بهترین فیلم، بهترین تدوین فیلم و بهترین فیلم‌نامه اقتباسی نامزد جایزه بفتا در رشته‌های بهترین فیلمنامه اقتباسی و بهترین فیلم نامزد جایزه گلدن گلوب در رشته‌های بهترین کارگردانی و بهترین فیلمنامه اقتباسی و برنده جایزه گلدن گلوب بهترین فیلم خارجی |

### در مقام تدوین‌گر
- فرانسوی بدون اشک (۱۹۳۹)
- آخرین ماجراجویان (۱۹۳۷)
- پیگمالیون (۱۹۳۸)
- سرگرد باربارا (۱۹۴۱)